# Rieppeleon
Rieppeleon (лат.) — род ящериц из семейства хамелеонов. Это небольшие, обычно окрашенные в коричневый цвет хамелеоны, обитающие в лесах и саваннах центральной части Восточной Африки (они встречаются также в Демократической Республике Конго). Обитают в нижнем ярусе леса в кустах или на земле среди травы или в лесной подстилке.
Род Rieppeleon был назван в честь американского герпетолога Оливье Риппеля.
До недавнего времени виды этого рода включались в род Rhampholeon.

## Классификация
На март 2018 года в род включают 3 вида:
- Rieppeleon brachyurus (Günther, 1893)
- Rieppeleon brevicaudatus (Matschie, 1892)
- Rieppeleon kerstenii (W. Peters, 1868)